# Johannes Werner (Politiker)
Johannes Werner (* 25. November 1958 in Euskirchen) ist ein deutscher Bankmanager und ehemaliger Politiker (CDU). Er war von Mai 2020 bis November 2021 Mitglied des Abgeordnetenhauses von Berlin.

## Werdegang
Werner absolvierte bei der Kreissparkasse Köln von 1974 bis 1977 eine Ausbildung zum Bankkaufmann und übernahm dort im Anschluss die Position des Abteilungsleiters Firmenkunden. Seine Tätigkeit unterbrach er 1980 für ein Kurzstudium an der Rheinischen Sparkassenakademie in Düsseldorf, an der er 1981 den Grad des Sparkassenbetriebswirts erlangte.
Schließlich absolvierte er ab 1985 ein Studium am Lehrinstitut der Deutschen Sparkassenakademie in Bonn, welches er als Diplom-Sparkassenbetriebswirt abschloss.
1991 wechselte er von Köln als Vorstandsmitglied zur Sparkasse Odenwaldkreis. Im Jahr 2000 wurde er zum Vorstandsvorsitzenden der Kreissparkasse Ostalb berufen.
Von 2009 bis 2014 war Werner schließlich Vorstandsvorsitzender der Mittelbrandenburgischen Sparkasse in Potsdam, zu der auch die Weberbank gehört.
2015 machte sich Werner selbstständig und begleitet seitdem mittelständische Unternehmen sowie Privatpersonen bei der Lösung finanzieller Fragestellungen sowie der Erarbeitung von Finanzkonzepten. Zudem ist er zertifizierter Sachverständiger für Grundstücksbewertungen sowie Berater und Beirat eines Marketingunternehmens in Frankfurt am Main.
Johannes Werner war außerdem ab 2004 für zehn Jahre Vizepräsident der Industrie- und Handelskammern Ostwürttemberg und Potsdam und bis 2019 Beirat verschiedener Hörfunksender, so auch bei Radio B2.
Seit Februar 2021 ist er auch zugelassener Psychotherapeut.

## Politik
Johannes Werner ist seit 2014 Mitglied des Berliner CDU-Kreisverbands Tempelhof Schöneberg, dessen Vorstand er mehrere Jahre angehörte. Des Weiteren ist er Delegierter des Landes- sowie des Kreisparteitags.
Zunächst im Ortsverband Schöneberger Westen beheimatet, wechselte Werner im Oktober 2020 in den Ortsverband Innsbrucker Platz. Darüber hinaus ist er Mitglied der Senioren-Union.

### Abgeordnetenhaus von Berlin (2020–2021)
Bei den Wahlen im September 2016 kandidierte Werner um das Direktmandat des Wahlkreises Tempelhof-Schöneberg 2, unterlag jedoch deutlich. Das Mandat ging schließlich an Catherina Pieroth-Manelli von Bündnis 90/Die Grünen.
Die Bezirksverordnetenversammlung Tempelhof-Schöneberg sollte Werner am 27. Mai 2020 auf Antrag der CDU-Fraktion zum stellvertretenden Bürgerdeputierten im Wirtschaftsausschuss wählen. Werner verzichtete jedoch wegen des unerwarteten Einzugs in das Abgeordnetenhaus auf die ohnehin dann rechtlich hinfällige Annahme.
Nach dem Tod von Markus Klaer zog Johannes Werner, mit Annahme des Mandats, am 28. Mai 2020 als Nachrücker in das Abgeordnetenhaus von Berlin ein.
Er wurde in der bereits laufenden 18. Legislaturperiode Mitglied des Hauptausschusses sowie der Unterausschüsse Bezirke und Beteiligungsmanagement. 
Für die nachfolgende Legislaturperiode wurde Werner nicht erneut für das Abgeordnetenhaus aufgestellt, allerdings für die Wahl zur Bezirksverordnetenversammlung Tempelhof-Schöneberg im Herbst 2021 nominiert. Werner verzichtete aber im Juni 2021 aus gesundheitlichen Gründen auf die Kandidatur.
Mit Konstituierung des 19. Abgeordnetenhauses von Berlin am 4. November 2021 schied Werner aus dem Parlament aus.

## Privates
Werner ist ehrenamtlich in zahlreichen Organisationen und Aufsichtsräten engagiert. So ist er u. a. Seelsorger an den Berliner Flughäfen, Ehrensenator der Hochschule Aalen – Technik und Wirtschaft und Mitglied des Rotary Clubs Potsdam. Zudem ist er Schöffe am Landgericht Berlin.
Seit 2022 ist er Mitglied der Seniorenvertretung des Bezirks Tempelhof-Schöneberg.
Johannes Werner hat aus einer früheren Ehe zwei erwachsene Kinder und ist fünffacher Großvater. Inzwischen ist er erneut verheiratet und lebt im Berliner Ortsteil Tempelhof.